# Olimpia Fulvia Morata
Olimpia Fulvia Morata (Ferrara, 1526 – Heidelberg, 26 d'octubre de 1555) fou una humanista italiana protestant que va escriure nombroses obres relacionades amb la religió i el pensament.

## Nena prodigi
El seu pare, Fulvio Pellegrino Morato, era tutor de la casa d'Este, i per això va créixer envoltada de coneixement, aprofitant fins i tot les classes de son pare als fills del duc de Ferrara. Als dotze anys ja parlava amb fluïdesa llatí i grec antic i va ser nomenada instructora d'Anna d'Este a la cort, on va poder tenir contacte amb l'elit intel·lectual i accés a les obres de Ciceró o de Calví.

## Vida adulta
El 1546 va deixar la cort per tenir cura del seu pare malalt. A més, es va ocupar de l'educació dels seus germans i germanes. Son pare s'havia convertit al protestantisme i ella no va trigar a abraçar les doctrines de Luter i Calví. En tornar a la cort, Anna d'Este es va casar amb Francisco de Guisa i va passar el temps estudiant filosofia i mantenint correspondència amb Gasparo Sardi, que li va dedicar la seva De Triplici Philosophia. Aquest fet, i la mort del seu pare el 1548, va deixar Morata aïllada i va acabar abandonant la cort de la casa d'Este.
Un any més tard va conèixer un jove estudiant de medicina i filosofia a Baviera, Andreas Grundler von Schweinfurt, amb el qual es casà el 1550 per l'Església protestant. Van viure a Itàlia uns anys més, fins que la parella va marxar a Alemanya, on ella va continuar els seus estudis, aprofundint en textos clàssics i la Bíblia. El 1554 va acompanyar la seva parella al seu lloc de naixement, on havia estat enviat per guiar les tropes espanyoles.
El 1553 el margravi Albert de Brandenburg, en una de les seves expedicions de saqueig, va prendre possessió de la ciutat de Schweinfurt, i al seu torn va ser assetjat pels protestants. Finalment Albert va evacuar el lloc, i Morata i el seu marit van escapar. Van buscar refugi en diferents corts europees i l'aconseguiren per fi a la cort dels Erbach. Però, lamentablement, dos anys després Olimpia Fulvia Morata va morir dos anys després, el 26 d'octubre de 1555, a Heidelberg, a conseqüència de l'epidèmia de pesta que assolaria diferents ciutats europees. Tenia tan sols 29 anys.
Pòstumament es van publicar les seves cartes, poemes i obres (entre aquestes les seves missives en llatí i grec) a Basilea, l'any 1558, per part del seu marit i d'algunes amistats humanistes.

## Obra
- Olympiae Fulviae Moratae Foeminaw doctissimae ac plane divinae Opera omnia quae hactenus invenire potuerunt; cum erudotorum testimoniis et laudibus. Hippolitae Taurellae Elegia elegantissima. Quibus Coelii S. C. selectae Epistolae ac orationes accesserunt, Basilae, apud Petrum Pernam MDLXX.
- Lettere, en «Opuscoli i lettere di riformatori italiani del Cinquecento», Bari, 1927.
- Epistolari (1540-1555).
- Operi, a cura di Lanfranco Caretti: vol. I, Epistolae; vol. II, Orationes, Dialogi et Carmina, Ferrara, Deputazione Provinciale Ferrarese di Storia Pàtria, 1954.